# Bettina Fortunato
Bettina Fortunato, geborene Bettina Alter (* 27. Juni 1957 in Bitterfeld) ist eine deutsche Politikerin (SED, PDS, Die Linke). Sie war von 2009 bis 2014 und von 2016 bis 2024 Abgeordnete des Landtages Brandenburg.

## Leben und Beruf
Fortunato wuchs in Serbitz (Kreis Delitzsch) auf und besuchte in Zschernitz von 1964 bis 1972 die zehnklassige Oberschule. Es folgte der Besuch der Erweiterten Oberschule in Delitzsch bis 1975. Daran anschließend bereitete sie sich bis 1976 an der Arbeiter-und-Bauern-Fakultät in Halle/Saale auf das folgende Studium in Bulgarien vor, hier erhielt sie auch das Abitur. An der landwirtschaftlichen Hochschule „Wassil Kolarow“ in Plowdiw studierte sie bis 1981, legte das Staatsexamen ab und erhielt den Abschluss Diplom-Agronomin für Weinbau und Gemüsebau.
1981 kehrte Fortunato in die DDR zurück und arbeitete bis 1992 als Brigadeleiter, stellvertretender Bereichsleiter und stellvertretender Abteilungsleiter für Gemüseproduktion bei der Landwirtschaftlichen Produktionsgenossenschaft (LPG) „Oderbruchgemüse“ und dessen Nachfolgebetrieb in Gorgast.
Zwischen 1992 und 2000 war sie als Leiterin verschiedener Tourismus-Projekte im Raum Seelow, in den Ämtern Letschin; Lebus, Golzow und Neuhardenberg tätig. Unter anderem arbeitete sie vier Jahre im Fort Gorgast. Von 2000 bis 2009 war sie in der Werbeagentur ihres Mannes angestellt. Von 2015 bis zum 5. Juni 2016 war sie Koordinatorin der Landesgruppe Brandenburg der Fraktion DIE LINKE im Deutschen Bundestag.
Fortunato ist seit 1983 mit einem ehemaligen Kommilitonen, einem Portugiesen, verheiratet, lebt in Seelow und hat drei Kinder.

## Politik
Fortunato wurde 1976 Mitglied der SED, seit 1990 der PDS und deren Nachfolger. Von 1993 bis 2012 war sie Abgeordnete in Manschnow und dort auch stellvertretende Bürgermeisterin der
Gemeinde Küstriner Vorland. Zudem ist sie seit 2003 Abgeordnete im Kreistag Märkisch-Oderland und Kreisvorsitzende ihrer Partei.
Bei der Landtagswahl 2009 wurde sie im Landtagswahlkreis Märkisch-Oderland IV direkt in den Landtag Brandenburg gewählt. Dort war sie Mitglied (seit 2012 Vorsitzende) im Petitionsausschuss, im Wahlprüfungsausschuss, im Ausschuss für Inneres und im Ausschuss für Arbeit, Soziales, Gesundheit, Frauen und Familie sowie Sprecherin für die Asyl-, Flüchtlings-, Migranten- und Ausländerpolitik ihrer Fraktion. Bei der Landtagswahl in Brandenburg 2014 verlor sie ihr Mandat, konnte aber am 6. Juni 2016 als Nachrückerin für den Abgeordneten Stefan Ludwig erneut einziehen. Bei der Landtagswahl 2019 zog sie erneut in den Landtag ein. Hier war sie wieder Mitglied im Petitionsausschuss sowie stellvertretende Vorsitzende des Ausschusses für Arbeit, Soziales, Gesundheit, Frauen und Familie. In der Fraktion übernahm sie die Rolle als Sprecherin für Sozial-, Gesundheits-, Pflege- und Seniorenpolitik von René Wilke. Bei der Landtagswahl 2024 trat sie nicht erneut an.